# Noordeinde (Lansingerland)
Noordeinde est un hameau situé dans la commune néerlandaise de Lansingerland, dans la province de la Hollande-Méridionale.